# Unicodeblock Pollard-Schrift
Der Unicodeblock Pollard-Schrift (englisch: Miao,  U+16F00 bis U+16FFF) wurde mit der Version 6.1 eingeführt. Mit der Pollard-Schrift wurde bzw. wird eine Varietät des Miao geschrieben.

## Tabelle
| Unicodenummer   | Zeichen (400 %) | Kategorie                               | Bidirektionale Klasse       | Offizielle Bezeichnung           | Beschreibung                                      |
| --------------- | --------------- | --------------------------------------- | --------------------------- | -------------------------------- | ------------------------------------------------- |
| U+16F00 (93952) | 𖼀               | anderer Buchstabe, Silbe oder Ideogramm | links nach rechts           | MIAO LETTER PA                   | Pollard-Buchstabe Pa                              |
| U+16F01 (93953) | 𖼁               | anderer Buchstabe, Silbe oder Ideogramm | links nach rechts           | MIAO LETTER BA                   | Pollard-Buchstabe Ba                              |
| U+16F02 (93954) | 𖼂               | anderer Buchstabe, Silbe oder Ideogramm | links nach rechts           | MIAO LETTER YI PA                | Pollard-Buchstabe Yi-Pa                           |
| U+16F03 (93955) | 𖼃               | anderer Buchstabe, Silbe oder Ideogramm | links nach rechts           | MIAO LETTER PLA                  | Pollard-Buchstabe Pla                             |
| U+16F04 (93956) | 𖼄               | anderer Buchstabe, Silbe oder Ideogramm | links nach rechts           | MIAO LETTER MA                   | Pollard-Buchstabe Ma                              |
| U+16F05 (93957) | 𖼅               | anderer Buchstabe, Silbe oder Ideogramm | links nach rechts           | MIAO LETTER MHA                  | Pollard-Buchstabe Mha                             |
| U+16F06 (93958) | 𖼆               | anderer Buchstabe, Silbe oder Ideogramm | links nach rechts           | MIAO LETTER ARCHAIC MA           | Pollard-Buchstabe altes Ma                        |
| U+16F07 (93959) | 𖼇               | anderer Buchstabe, Silbe oder Ideogramm | links nach rechts           | MIAO LETTER FA                   | Pollard-Buchstabe Fa                              |
| U+16F08 (93960) | 𖼈               | anderer Buchstabe, Silbe oder Ideogramm | links nach rechts           | MIAO LETTER VA                   | Pollard-Buchstabe Va                              |
| U+16F09 (93961) | 𖼉               | anderer Buchstabe, Silbe oder Ideogramm | links nach rechts           | MIAO LETTER VFA                  | Pollard-Buchstabe Vfa                             |
| U+16F0A (93962) | 𖼊               | anderer Buchstabe, Silbe oder Ideogramm | links nach rechts           | MIAO LETTER TA                   | Pollard-Buchstabe Ta                              |
| U+16F0B (93963) | 𖼋               | anderer Buchstabe, Silbe oder Ideogramm | links nach rechts           | MIAO LETTER DA                   | Pollard-Buchstabe Da                              |
| U+16F0C (93964) | 𖼌               | anderer Buchstabe, Silbe oder Ideogramm | links nach rechts           | MIAO LETTER YI TTA               | Pollard-Buchstabe Yi-Tta                          |
| U+16F0D (93965) | 𖼍               | anderer Buchstabe, Silbe oder Ideogramm | links nach rechts           | MIAO LETTER YI TA                | Pollard-Buchstabe Yi-Ta                           |
| U+16F0E (93966) | 𖼎               | anderer Buchstabe, Silbe oder Ideogramm | links nach rechts           | MIAO LETTER TTA                  | Pollard-Buchstabe Tta                             |
| U+16F0F (93967) | 𖼏               | anderer Buchstabe, Silbe oder Ideogramm | links nach rechts           | MIAO LETTER DDA                  | Pollard-Buchstabe Dda                             |
| U+16F10 (93968) | 𖼐               | anderer Buchstabe, Silbe oder Ideogramm | links nach rechts           | MIAO LETTER NA                   | Pollard-Buchstabe Na                              |
| U+16F11 (93969) | 𖼑               | anderer Buchstabe, Silbe oder Ideogramm | links nach rechts           | MIAO LETTER NHA                  | Pollard-Buchstabe Nha                             |
| U+16F12 (93970) | 𖼒               | anderer Buchstabe, Silbe oder Ideogramm | links nach rechts           | MIAO LETTER YI NNA               | Pollard-Buchstabe Yi-Nna                          |
| U+16F13 (93971) | 𖼓               | anderer Buchstabe, Silbe oder Ideogramm | links nach rechts           | MIAO LETTER ARCHAIC NA           | Pollard-Buchstabe altes Na                        |
| U+16F14 (93972) | 𖼔               | anderer Buchstabe, Silbe oder Ideogramm | links nach rechts           | MIAO LETTER NNA                  | Pollard-Buchstabe Nna                             |
| U+16F15 (93973) | 𖼕               | anderer Buchstabe, Silbe oder Ideogramm | links nach rechts           | MIAO LETTER NNHA                 | Pollard-Buchstabe Nnha                            |
| U+16F16 (93974) | 𖼖               | anderer Buchstabe, Silbe oder Ideogramm | links nach rechts           | MIAO LETTER LA                   | Pollard-Buchstabe La                              |
| U+16F17 (93975) | 𖼗               | anderer Buchstabe, Silbe oder Ideogramm | links nach rechts           | MIAO LETTER LYA                  | Pollard-Buchstabe Lya                             |
| U+16F18 (93976) | 𖼘               | anderer Buchstabe, Silbe oder Ideogramm | links nach rechts           | MIAO LETTER LHA                  | Pollard-Buchstabe Lha                             |
| U+16F19 (93977) | 𖼙               | anderer Buchstabe, Silbe oder Ideogramm | links nach rechts           | MIAO LETTER LHYA                 | Pollard-Buchstabe Lhya                            |
| U+16F1A (93978) | 𖼚               | anderer Buchstabe, Silbe oder Ideogramm | links nach rechts           | MIAO LETTER TLHA                 | Pollard-Buchstabe Tlha                            |
| U+16F1B (93979) | 𖼛               | anderer Buchstabe, Silbe oder Ideogramm | links nach rechts           | MIAO LETTER DLHA                 | Pollard-Buchstabe Dlha                            |
| U+16F1C (93980) | 𖼜               | anderer Buchstabe, Silbe oder Ideogramm | links nach rechts           | MIAO LETTER TLHYA                | Pollard-Buchstabe Tlhya                           |
| U+16F1D (93981) | 𖼝               | anderer Buchstabe, Silbe oder Ideogramm | links nach rechts           | MIAO LETTER DLHYA                | Pollard-Buchstabe Dlhya                           |
| U+16F1E (93982) | 𖼞               | anderer Buchstabe, Silbe oder Ideogramm | links nach rechts           | MIAO LETTER KA                   | Pollard-Buchstabe Ka                              |
| U+16F1F (93983) | 𖼟               | anderer Buchstabe, Silbe oder Ideogramm | links nach rechts           | MIAO LETTER GA                   | Pollard-Buchstabe Ga                              |
| U+16F20 (93984) | 𖼠               | anderer Buchstabe, Silbe oder Ideogramm | links nach rechts           | MIAO LETTER YI KA                | Pollard-Buchstabe Yi-Ka                           |
| U+16F21 (93985) | 𖼡               | anderer Buchstabe, Silbe oder Ideogramm | links nach rechts           | MIAO LETTER QA                   | Pollard-Buchstabe Qa                              |
| U+16F22 (93986) | 𖼢               | anderer Buchstabe, Silbe oder Ideogramm | links nach rechts           | MIAO LETTER QGA                  | Pollard-Buchstabe Qga                             |
| U+16F23 (93987) | 𖼣               | anderer Buchstabe, Silbe oder Ideogramm | links nach rechts           | MIAO LETTER NGA                  | Pollard-Buchstabe Nga                             |
| U+16F24 (93988) | 𖼤               | anderer Buchstabe, Silbe oder Ideogramm | links nach rechts           | MIAO LETTER NGHA                 | Pollard-Buchstabe Ngha                            |
| U+16F25 (93989) | 𖼥               | anderer Buchstabe, Silbe oder Ideogramm | links nach rechts           | MIAO LETTER ARCHAIC NGA          | Pollard-Buchstabe altes Nga                       |
| U+16F26 (93990) | 𖼦               | anderer Buchstabe, Silbe oder Ideogramm | links nach rechts           | MIAO LETTER HA                   | Pollard-Buchstabe Ha                              |
| U+16F27 (93991) | 𖼧               | anderer Buchstabe, Silbe oder Ideogramm | links nach rechts           | MIAO LETTER XA                   | Pollard-Buchstabe Xa                              |
| U+16F28 (93992) | 𖼨               | anderer Buchstabe, Silbe oder Ideogramm | links nach rechts           | MIAO LETTER GHA                  | Pollard-Buchstabe Gha                             |
| U+16F29 (93993) | 𖼩               | anderer Buchstabe, Silbe oder Ideogramm | links nach rechts           | MIAO LETTER GHHA                 | Pollard-Buchstabe Ghha                            |
| U+16F2A (93994) | 𖼪               | anderer Buchstabe, Silbe oder Ideogramm | links nach rechts           | MIAO LETTER TSSA                 | Pollard-Buchstabe Tssa                            |
| U+16F2B (93995) | 𖼫               | anderer Buchstabe, Silbe oder Ideogramm | links nach rechts           | MIAO LETTER DZZA                 | Pollard-Buchstabe Dzza                            |
| U+16F2C (93996) | 𖼬               | anderer Buchstabe, Silbe oder Ideogramm | links nach rechts           | MIAO LETTER NYA                  | Pollard-Buchstabe Nya                             |
| U+16F2D (93997) | 𖼭               | anderer Buchstabe, Silbe oder Ideogramm | links nach rechts           | MIAO LETTER NYHA                 | Pollard-Buchstabe Nyha                            |
| U+16F2E (93998) | 𖼮               | anderer Buchstabe, Silbe oder Ideogramm | links nach rechts           | MIAO LETTER TSHA                 | Pollard-Buchstabe Tsha                            |
| U+16F2F (93999) | 𖼯               | anderer Buchstabe, Silbe oder Ideogramm | links nach rechts           | MIAO LETTER DZHA                 | Pollard-Buchstabe Dzha                            |
| U+16F30 (94000) | 𖼰               | anderer Buchstabe, Silbe oder Ideogramm | links nach rechts           | MIAO LETTER YI TSHA              | Pollard-Buchstabe Yi-Tsha                         |
| U+16F31 (94001) | 𖼱               | anderer Buchstabe, Silbe oder Ideogramm | links nach rechts           | MIAO LETTER YI DZHA              | Pollard-Buchstabe Yi-Dzha                         |
| U+16F32 (94002) | 𖼲               | anderer Buchstabe, Silbe oder Ideogramm | links nach rechts           | MIAO LETTER REFORMED TSHA        | Pollard-Buchstabe reformiertes Tsha               |
| U+16F33 (94003) | 𖼳               | anderer Buchstabe, Silbe oder Ideogramm | links nach rechts           | MIAO LETTER SHA                  | Pollard-Buchstabe Sha                             |
| U+16F34 (94004) | 𖼴               | anderer Buchstabe, Silbe oder Ideogramm | links nach rechts           | MIAO LETTER SSA                  | Pollard-Buchstabe Ssa                             |
| U+16F35 (94005) | 𖼵               | anderer Buchstabe, Silbe oder Ideogramm | links nach rechts           | MIAO LETTER ZHA                  | Pollard-Buchstabe Zha                             |
| U+16F36 (94006) | 𖼶               | anderer Buchstabe, Silbe oder Ideogramm | links nach rechts           | MIAO LETTER ZSHA                 | Pollard-Buchstabe Zsha                            |
| U+16F37 (94007) | 𖼷               | anderer Buchstabe, Silbe oder Ideogramm | links nach rechts           | MIAO LETTER TSA                  | Pollard-Buchstabe Tsa                             |
| U+16F38 (94008) | 𖼸               | anderer Buchstabe, Silbe oder Ideogramm | links nach rechts           | MIAO LETTER DZA                  | Pollard-Buchstabe Dza                             |
| U+16F39 (94009) | 𖼹               | anderer Buchstabe, Silbe oder Ideogramm | links nach rechts           | MIAO LETTER YI TSA               | Pollard-Buchstabe Yi-Tsa                          |
| U+16F3A (94010) | 𖼺               | anderer Buchstabe, Silbe oder Ideogramm | links nach rechts           | MIAO LETTER SA                   | Pollard-Buchstabe Sa                              |
| U+16F3B (94011) | 𖼻               | anderer Buchstabe, Silbe oder Ideogramm | links nach rechts           | MIAO LETTER ZA                   | Pollard-Buchstabe Za                              |
| U+16F3C (94012) | 𖼼               | anderer Buchstabe, Silbe oder Ideogramm | links nach rechts           | MIAO LETTER ZSA                  | Pollard-Buchstabe Zsa                             |
| U+16F3D (94013) | 𖼽               | anderer Buchstabe, Silbe oder Ideogramm | links nach rechts           | MIAO LETTER ZZA                  | Pollard-Buchstabe Zza                             |
| U+16F3E (94014) | 𖼾               | anderer Buchstabe, Silbe oder Ideogramm | links nach rechts           | MIAO LETTER ZZSA                 | Pollard-Buchstabe Zzsa                            |
| U+16F3F (94015) | 𖼿               | anderer Buchstabe, Silbe oder Ideogramm | links nach rechts           | MIAO LETTER ARCHAIC ZZA          | Pollard-Buchstabe altes Zza                       |
| U+16F40 (94016) | 𖽀               | anderer Buchstabe, Silbe oder Ideogramm | links nach rechts           | MIAO LETTER ZZYA                 | Pollard-Buchstabe Zzya                            |
| U+16F41 (94017) | 𖽁               | anderer Buchstabe, Silbe oder Ideogramm | links nach rechts           | MIAO LETTER ZZSYA                | Pollard-Buchstabe Zzsya                           |
| U+16F42 (94018) | 𖽂               | anderer Buchstabe, Silbe oder Ideogramm | links nach rechts           | MIAO LETTER WA                   | Pollard-Buchstabe Wa                              |
| U+16F43 (94019) | 𖽃               | anderer Buchstabe, Silbe oder Ideogramm | links nach rechts           | MIAO LETTER AH                   | Pollard-Buchstabe Ah                              |
| U+16F44 (94020) | 𖽄               | anderer Buchstabe, Silbe oder Ideogramm | links nach rechts           | MIAO LETTER HHA                  | Pollard-Buchstabe Hha                             |
| U+16F45 (94021) | 𖽅               | anderer Buchstabe, Silbe oder Ideogramm | links nach rechts           | MIAO LETTER BRI                  | Pollard-Buchstabe Bri                             |
| U+16F46 (94022) | 𖽆               | anderer Buchstabe, Silbe oder Ideogramm | links nach rechts           | MIAO LETTER SYI                  | Pollard-Buchstabe Syi                             |
| U+16F47 (94023) | 𖽇               | anderer Buchstabe, Silbe oder Ideogramm | links nach rechts           | MIAO LETTER DZYI                 | Pollard-Buchstabe Dzyi                            |
| U+16F48 (94024) | 𖽈               | anderer Buchstabe, Silbe oder Ideogramm | links nach rechts           | MIAO LETTER TE                   | Pollard-Buchstabe Te                              |
| U+16F49 (94025) | 𖽉               | anderer Buchstabe, Silbe oder Ideogramm | links nach rechts           | MIAO LETTER TSE                  | Pollard-Buchstabe Tse                             |
| U+16F4A (94026) | 𖽊               | anderer Buchstabe, Silbe oder Ideogramm | links nach rechts           | MIAO LETTER RTE                  | Pollard-Buchstabe Rte                             |
| U+16F4F (94031) | 𖽏                | Markierung ohne Extrabreite             | Markierung ohne Extrabreite | MIAO SIGN CONSONANT MODIFIER BAR | Pollard-Zeichen konsonantenmodifizierender Strich |
| U+16F50 (94032) | 𖽐               | anderer Buchstabe, Silbe oder Ideogramm | links nach rechts           | MIAO LETTER NASALIZATION         | Pollard-Buchstabe Nasal                           |
| U+16F51 (94033) | 𖽑                | Markierung mit Extrabreite              | links nach rechts           | MIAO SIGN ASPIRATION             | Pollard-Zeichen Aspiration                        |
| U+16F52 (94034) | 𖽒                | Markierung mit Extrabreite              | links nach rechts           | MIAO SIGN REFORMED VOICING       | Pollard-Zeichen reformierte Stimmhaftigkeit       |
| U+16F53 (94035) | 𖽓                | Markierung mit Extrabreite              | links nach rechts           | MIAO SIGN REFORMED ASPIRATION    | Pollard-Zeichen reformierte Aspiration            |
| U+16F54 (94036) | 𖽔                | Markierung mit Extrabreite              | links nach rechts           | MIAO VOWEL SIGN A                | Pollard-Vokalzeichen A                            |
| U+16F55 (94037) | 𖽕                | Markierung mit Extrabreite              | links nach rechts           | MIAO VOWEL SIGN AA               | Pollard-Vokalzeichen Aa                           |
| U+16F56 (94038) | 𖽖                | Markierung mit Extrabreite              | links nach rechts           | MIAO VOWEL SIGN AHH              | Pollard-Vokalzeichen Ahh                          |
| U+16F57 (94039) | 𖽗                | Markierung mit Extrabreite              | links nach rechts           | MIAO VOWEL SIGN AN               | Pollard-Vokalzeichen An                           |
| U+16F58 (94040) | 𖽘                | Markierung mit Extrabreite              | links nach rechts           | MIAO VOWEL SIGN ANG              | Pollard-Vokalzeichen Ang                          |
| U+16F59 (94041) | 𖽙                | Markierung mit Extrabreite              | links nach rechts           | MIAO VOWEL SIGN O                | Pollard-Vokalzeichen O                            |
| U+16F5A (94042) | 𖽚                | Markierung mit Extrabreite              | links nach rechts           | MIAO VOWEL SIGN OO               | Pollard-Vokalzeichen Oo                           |
| U+16F5B (94043) | 𖽛                | Markierung mit Extrabreite              | links nach rechts           | MIAO VOWEL SIGN WO               | Pollard-Vokalzeichen Wo                           |
| U+16F5C (94044) | 𖽜                | Markierung mit Extrabreite              | links nach rechts           | MIAO VOWEL SIGN W                | Pollard-Vokalzeichen W                            |
| U+16F5D (94045) | 𖽝                | Markierung mit Extrabreite              | links nach rechts           | MIAO VOWEL SIGN E                | Pollard-Vokalzeichen E                            |
| U+16F5E (94046) | 𖽞                | Markierung mit Extrabreite              | links nach rechts           | MIAO VOWEL SIGN EN               | Pollard-Vokalzeichen En                           |
| U+16F5F (94047) | 𖽟                | Markierung mit Extrabreite              | links nach rechts           | MIAO VOWEL SIGN ENG              | Pollard-Vokalzeichen Eng                          |
| U+16F60 (94048) | 𖽠                | Markierung mit Extrabreite              | links nach rechts           | MIAO VOWEL SIGN OEY              | Pollard-Vokalzeichen Oey                          |
| U+16F61 (94049) | 𖽡                | Markierung mit Extrabreite              | links nach rechts           | MIAO VOWEL SIGN I                | Pollard-Vokalzeichen I                            |
| U+16F62 (94050) | 𖽢                | Markierung mit Extrabreite              | links nach rechts           | MIAO VOWEL SIGN IA               | Pollard-Vokalzeichen Ia                           |
| U+16F63 (94051) | 𖽣                | Markierung mit Extrabreite              | links nach rechts           | MIAO VOWEL SIGN IAN              | Pollard-Vokalzeichen Ian                          |
| U+16F64 (94052) | 𖽤                | Markierung mit Extrabreite              | links nach rechts           | MIAO VOWEL SIGN IANG             | Pollard-Vokalzeichen Iang                         |
| U+16F65 (94053) | 𖽥                | Markierung mit Extrabreite              | links nach rechts           | MIAO VOWEL SIGN IO               | Pollard-Vokalzeichen Io                           |
| U+16F66 (94054) | 𖽦                | Markierung mit Extrabreite              | links nach rechts           | MIAO VOWEL SIGN IE               | Pollard-Vokalzeichen Ie                           |
| U+16F67 (94055) | 𖽧                | Markierung mit Extrabreite              | links nach rechts           | MIAO VOWEL SIGN II               | Pollard-Vokalzeichen Ii                           |
| U+16F68 (94056) | 𖽨                | Markierung mit Extrabreite              | links nach rechts           | MIAO VOWEL SIGN IU               | Pollard-Vokalzeichen Iu                           |
| U+16F69 (94057) | 𖽩                | Markierung mit Extrabreite              | links nach rechts           | MIAO VOWEL SIGN ING              | Pollard-Vokalzeichen Ing                          |
| U+16F6A (94058) | 𖽪                | Markierung mit Extrabreite              | links nach rechts           | MIAO VOWEL SIGN U                | Pollard-Vokalzeichen U                            |
| U+16F6B (94059) | 𖽫                | Markierung mit Extrabreite              | links nach rechts           | MIAO VOWEL SIGN UA               | Pollard-Vokalzeichen Ua                           |
| U+16F6C (94060) | 𖽬                | Markierung mit Extrabreite              | links nach rechts           | MIAO VOWEL SIGN UAN              | Pollard-Vokalzeichen Uan                          |
| U+16F6D (94061) | 𖽭                | Markierung mit Extrabreite              | links nach rechts           | MIAO VOWEL SIGN UANG             | Pollard-Vokalzeichen Uang                         |
| U+16F6E (94062) | 𖽮                | Markierung mit Extrabreite              | links nach rechts           | MIAO VOWEL SIGN UU               | Pollard-Vokalzeichen Uu                           |
| U+16F6F (94063) | 𖽯                | Markierung mit Extrabreite              | links nach rechts           | MIAO VOWEL SIGN UEI              | Pollard-Vokalzeichen Uei                          |
| U+16F70 (94064) | 𖽰                | Markierung mit Extrabreite              | links nach rechts           | MIAO VOWEL SIGN UNG              | Pollard-Vokalzeichen Ung                          |
| U+16F71 (94065) | 𖽱                | Markierung mit Extrabreite              | links nach rechts           | MIAO VOWEL SIGN Y                | Pollard-Vokalzeichen Y                            |
| U+16F72 (94066) | 𖽲                | Markierung mit Extrabreite              | links nach rechts           | MIAO VOWEL SIGN YI               | Pollard-Vokalzeichen Yi                           |
| U+16F73 (94067) | 𖽳                | Markierung mit Extrabreite              | links nach rechts           | MIAO VOWEL SIGN AE               | Pollard-Vokalzeichen Ae                           |
| U+16F74 (94068) | 𖽴                | Markierung mit Extrabreite              | links nach rechts           | MIAO VOWEL SIGN AEE              | Pollard-Vokalzeichen Aee                          |
| U+16F75 (94069) | 𖽵                | Markierung mit Extrabreite              | links nach rechts           | MIAO VOWEL SIGN ERR              | Pollard-Vokalzeichen Err                          |
| U+16F76 (94070) | 𖽶                | Markierung mit Extrabreite              | links nach rechts           | MIAO VOWEL SIGN ROUNDED ERR      | Pollard-Vokalzeichen gerundetes Err               |
| U+16F77 (94071) | 𖽷                | Markierung mit Extrabreite              | links nach rechts           | MIAO VOWEL SIGN ER               | Pollard-Vokalzeichen Er                           |
| U+16F78 (94072) | 𖽸                | Markierung mit Extrabreite              | links nach rechts           | MIAO VOWEL SIGN ROUNDED ER       | Pollard-Vokalzeichen gerundetes Er                |
| U+16F79 (94073) | 𖽹                | Markierung mit Extrabreite              | links nach rechts           | MIAO VOWEL SIGN AI               | Pollard-Vokalzeichen Ai                           |
| U+16F7A (94074) | 𖽺                | Markierung mit Extrabreite              | links nach rechts           | MIAO VOWEL SIGN EI               | Pollard-Vokalzeichen Ei                           |
| U+16F7B (94075) | 𖽻                | Markierung mit Extrabreite              | links nach rechts           | MIAO VOWEL SIGN AU               | Pollard-Vokalzeichen Au                           |
| U+16F7C (94076) | 𖽼                | Markierung mit Extrabreite              | links nach rechts           | MIAO VOWEL SIGN OU               | Pollard-Vokalzeichen Ou                           |
| U+16F7D (94077) | 𖽽                | Markierung mit Extrabreite              | links nach rechts           | MIAO VOWEL SIGN N                | Pollard-Vokalzeichen N                            |
| U+16F7E (94078) | 𖽾                | Markierung mit Extrabreite              | links nach rechts           | MIAO VOWEL SIGN NG               | Pollard-Vokalzeichen Ng                           |
| U+16F7F (94079) | 𖽿                | Markierung mit Extrabreite              | links nach rechts           | MIAO VOWEL SIGN UOG              | Pollard-Vokalzeichen Uog                          |
| U+16F80 (94080) | 𖾀                | Markierung mit Extrabreite              | links nach rechts           | MIAO VOWEL SIGN YUI              | Pollard-Vokalzeichen Yui                          |
| U+16F81 (94081) | 𖾁                | Markierung mit Extrabreite              | links nach rechts           | MIAO VOWEL SIGN OG               | Pollard-Vokalzeichen Og                           |
| U+16F82 (94082) | 𖾂                | Markierung mit Extrabreite              | links nach rechts           | MIAO VOWEL SIGN OER              | Pollard-Vokalzeichen Oer                          |
| U+16F83 (94083) | 𖾃                | Markierung mit Extrabreite              | links nach rechts           | MIAO VOWEL SIGN VW               | Pollard-Vokalzeichen Vw                           |
| U+16F84 (94084) | 𖾄                | Markierung mit Extrabreite              | links nach rechts           | MIAO VOWEL SIGN IG               | Pollard-Vokalzeichen Ig                           |
| U+16F85 (94085) | 𖾅                | Markierung mit Extrabreite              | links nach rechts           | MIAO VOWEL SIGN EA               | Pollard-Vokalzeichen Ea                           |
| U+16F86 (94086) | 𖾆                | Markierung mit Extrabreite              | links nach rechts           | MIAO VOWEL SIGN IONG             | Pollard-Vokalzeichen Iong                         |
| U+16F87 (94087) | 𖾇                | Markierung mit Extrabreite              | links nach rechts           | MIAO VOWEL SIGN UI               | Pollard-Vokalzeichen Ui                           |
| U+16F8F (94095) | 𖾏                | Markierung ohne Extrabreite             | Markierung ohne Extrabreite | MIAO TONE RIGHT                  | Pollard-Modulationszeichen rechts                 |
| U+16F90 (94096) | 𖾐                | Markierung ohne Extrabreite             | Markierung ohne Extrabreite | MIAO TONE TOP RIGHT              | Pollard-Modulationszeichen oben-rechts            |
| U+16F91 (94097) | 𖾑                | Markierung ohne Extrabreite             | Markierung ohne Extrabreite | MIAO TONE ABOVE                  | Pollard-Modulationszeichen darüber                |
| U+16F92 (94098) | 𖾒                | Markierung ohne Extrabreite             | Markierung ohne Extrabreite | MIAO TONE BELOW                  | Pollard-Modulationszeichen darunter               |
| U+16F93 (94099) | 𖾓               | modifizierender Buchstabe               | links nach rechts           | MIAO LETTER TONE-2               | Pollard-Buchstabe Modulation 2                    |
| U+16F94 (94100) | 𖾔               | modifizierender Buchstabe               | links nach rechts           | MIAO LETTER TONE-3               | Pollard-Buchstabe Modulation 3                    |
| U+16F95 (94101) | 𖾕               | modifizierender Buchstabe               | links nach rechts           | MIAO LETTER TONE-4               | Pollard-Buchstabe Modulation 4                    |
| U+16F96 (94102) | 𖾖               | modifizierender Buchstabe               | links nach rechts           | MIAO LETTER TONE-5               | Pollard-Buchstabe Modulation 5                    |
| U+16F97 (94103) | 𖾗               | modifizierender Buchstabe               | links nach rechts           | MIAO LETTER TONE-6               | Pollard-Buchstabe Modulation 6                    |
| U+16F98 (94104) | 𖾘               | modifizierender Buchstabe               | links nach rechts           | MIAO LETTER TONE-7               | Pollard-Buchstabe Modulation 7                    |
| U+16F99 (94105) | 𖾙               | modifizierender Buchstabe               | links nach rechts           | MIAO LETTER TONE-8               | Pollard-Buchstabe Modulation 8                    |
| U+16F9A (94106) | 𖾚               | modifizierender Buchstabe               | links nach rechts           | MIAO LETTER REFORMED TONE-1      | Pollard-Buchstabe reformierte Modulation 1        |
| U+16F9B (94107) | 𖾛               | modifizierender Buchstabe               | links nach rechts           | MIAO LETTER REFORMED TONE-2      | Pollard-Buchstabe reformierte Modulation 2        |
| U+16F9C (94108) | 𖾜               | modifizierender Buchstabe               | links nach rechts           | MIAO LETTER REFORMED TONE-4      | Pollard-Buchstabe reformierte Modulation 4        |
| U+16F9D (94109) | 𖾝               | modifizierender Buchstabe               | links nach rechts           | MIAO LETTER REFORMED TONE-5      | Pollard-Buchstabe reformierte Modulation 5        |
| U+16F9E (94110) | 𖾞               | modifizierender Buchstabe               | links nach rechts           | MIAO LETTER REFORMED TONE-6      | Pollard-Buchstabe reformierte Modulation 6        |
| U+16F9F (94111) | 𖾟               | modifizierender Buchstabe               | links nach rechts           | MIAO LETTER REFORMED TONE-8      | Pollard-Buchstabe reformierte Modulation 8        |